# شهرستان کربن، یوتا
شهرستان کربن یکی از شهرستان‌های ایالت یوتا در آمریکاست. این شهرستان با دارا بودن مساحتی حدود ۳.۸۵۰ کیلومتری مربع، جمعیتی بالغ بر ۲۱.۴۰۳ نفر را در خود جای داده (آمار سال ۲۰۱۰). نام این شهرستان برگرفته شده از معادن عظیم زغال‌سنگی است که در این منطقه یافت می‌شود. همچنین این شهرستان دومین مرکز بزرگ تولید گاز طبیعی در ایالت یوتا است.
شهرستان کربن در سال ۱۸۹۴ تشکیل شد. از دیگر ویژگی‌های این شهرستان می‌توان به این نکته اشاره نمود که مردمش بشدت طرفدار حزب دموکرات هستند. این موضوع از این جهت حائز اهمیت است که ایالت یوتا یکی از بزرگ‌ترین مراکز حامی حزب رقیب، یعنی جمهوری‌خواهان است.

## پیوند
وب‌گاه رسمی